# 天大将军增十
仙女座59，又名BD+38 425，HD 13294、SAO 55330、HR 628，是仙女座的一颗恒星，视星等为5.63，位于銀經139.38，銀緯-21.28，其B1900.0坐标为赤經2h 4m 48.6s，赤緯+38° -21.28′ 3″。